# Spaccalegna
Lo spaccalegna è un macchinario utilizzato per spaccare in più parti un tronco o un grosso pezzo di legno pre-tagliato in sezioni, di solito da una motosega o su un banco da taglio. La maggior parte degli spaccalegna è formata da un pistone idraulico o elettrico, e questi sono spesso valutati dalle tonnellate di pressione che possono generare. Più alta è la pressione nominale, maggiore è lo spessore o la lunghezza del pezzo di legno che può essere suddivisa. 
La maggior parte dei modelli di spaccalegna per uso domestico hanno un valore di forza di circa 10 tonnellate, ma i modelli professionali idraulici possono esercitare anche oltre 25 tonnellate di forza. Esistono anche spaccalegna manuali, che utilizzano una leva meccanica per forzare i pezzi di legno attraverso un gruppo di lame affilate, e spaccalegna che sono guidati direttamente dal potere di un trattore agricolo, dove è montato lo splitter con un attacco in tre punti.

## Alimentazione
Un spaccalegna semplice può essere alimentato da un motore elettrico collegato ad una pompa idraulica, a benzina o a gasolio, con o senza un trattore. Le versioni non-elettrica può essere usata anche direttamente in boschi e foreste, e i pezzi di legna spaccata possono poi essere caricati su camion e rimorchi. cfc
Indipendentemente da quale sia la fonte di energia, un spaccalegna può utilizzare sia un pistone idraulico per guidare il pezzo di legno attraverso una lama fissa, o un mandrino a forma di cono che spinge il legno su un cuneo. Alcuni modelli dispongono di guide che impediscono la legna spaccata di cadere a terra, consentendo all'operatore di riposizionare i pezzi spaccati velocemente per un secondo passaggio attraverso le lame.

## Utilizzi
Alcuni spaccalegna commerciali sono stati integrati in un vero e proprio processo produttivo, tramite il quale si parte dai grossi tronchi di legname che vengono spaccati e poi trasportati tramite un nastro inclinato andando a formare delle pile, che vengono riposte su un camion o un rimorchio.